# Kronängs IF
Kronängs IF är en idrottsförening från Borås. Föreningen bildades 1946 på  Kronängsgatan i stadsdelen Norrbygärde under namnet Kronängs IF. Så småningom flyttade verksamheten till Hedvigsborgs IP i södra delen av Borås, där klubben under många år hörde hemma och med medlemmar i första hand från stadsdelarna Kristineberg, Dammsvedjan, Göta och Hedvigsborg i närheten. 2013 flyttade föreningen till nybyggda Kronängs Arena, med fortsatt samma primära upptagningsområde (Borås stads fastighetsnamn: Gässlösa IP).
Kronäng har en framgångsrik fotbollssektion, bland annat spelade damlaget sju säsonger i Sveriges högsta division under perioden 1978-1987. För närvarande spelar damlaget i division 4. Herrlaget spelar 2016 i division 4. Kronängs färger är svart och vitt. Kronäng har även en boulesektion. Utöver herrlaget har Kronängs IF ett juniorlag som 2016 vann sin serie. Laget består av spelare som är födda 2000 eller tidigare.  

## Fotnoter
1. ↑  Jimmy Lindahl (27 februari 2004). ”Maratontabell för högsta damserien 1978-2003”. Bolletinen. http://www.bolletinen.se/sfs/pdf/stat_d_maraton_1978_2003_maratontab_f_hogsta_damserien.pdf. Läst 13 oktober 2013.